# ملعب فيليبس
ملعب فيليبس (بالهولندية: Philips Stadion) هو ملعب كرة قدم يقع بمدينة آيندهوفن في هولندا، وهو الملعب الرئيسي لنادي آيندهوفن. افتتح الملعب في 12 ديسمبر 1910، بطاقة اتسيعابية تصل إلى 35,000 متفرج، وبذلك يعتبر ثالث أكبر ملعب في هولندا. الرقم القياسي للحضور الجماهيري كان في 17 نوفمبر 2002 في مباراة جمعت بين نادي آيندهوفن ونادي أياكس أمستردام.
استضاف الملعب العديد من المنافسات منها نهائي كأس الاتحاد الأوروبي 2006 وكأس الأمم الأوروبية لكرة القدم 2000 و في بعض الأحيان يستضيف مباريات منتخب هولندا لكرة القدم.